# ŽNL Ličko-senjska 2013./14.
Ovaj članak je podtema članka: 4. rang HNL-a 2013./14.

ŽNL Ličko-senjska u sezoni 2013./14. je predstavljala jedinu županijsku ligu u Ličko-senjskoj županiji, te ligu četvrtog stupnja hrvatskog nogometnog prvenstva. 
 
Sudjelovalo je deset klubova, a prvak lige je postao klub "Gospić 91".. 
 
Reorganizacijom ligaškog sustava od sezone 2014./15., ŽNL Ličko-senjska je postala ligom petog stupnja. 

## Sustav natjecanja
10 klubova je igralo dvokružnim liga-sustavom (18 kola). 

## Ljestvica
| mj. | klub                                | ut. | pob. | ner. | por. | gol+ | gol- | bod |
| --- | ----------------------------------- | --- | ---- | ---- | ---- | ---- | ---- | --- |
| 1.  | Gospić 91                           | 18  | 14   | 2    | 2    | 70   | 15   | 44  |
| 2.  | Otočac                              | 18  | 11   | 4    | 3    | 36   | 21   | 37  |
| 3.  | Bunjevac-Gavran Krivi Put           | 18  | 9    | 3    | 6    | 38   | 24   | 30  |
| 4.  | Croatia Lički Osik                  | 18  | 7    | 5    | 6    | 30   | 24   | 26  |
| 5.  | Lika 95 Korenica                    | 18  | 8    | 2    | 8    | 34   | 46   | 26  |
| 6.  | Novalja                             | 18  | 7    | 3    | 8    | 30   | 37   | 24  |
| 7.  | Perušić                             | 18  | 6    | 3    | 9    | 35   | 40   | 21  |
| 8.  | Plitvice Mukinje (Plitvička Jezera) | 18  | 5    | 4    | 9    | 25   | 29   | 19  |
| 9.  | Sokolac Brinje                      | 18  | 4    | 3    | 11   | 22   | 52   | 15  |
| 10. | Gacka 1925 Sinac                    | 18  | 3    | 3    | 12   | 28   | 60   | 12  |

## Rezultatska križaljka
| kratica | klub                                | BUNJ | CRO | GAC | GOS | LIKA | NOV | OTO | PER | PLI | SOK |
| --- | ----------------------------------- | ---- | --- | --- | --- | ---- | --- | --- | --- | --- | --- |
| BUNJ | Bunjevac-Gavran Krivi Put           |      |     |     |     |      |     |     |     |     |     |
| CRO | Croatia Lički Osik                  |      |     |     |     |      |     |     |     |     |     |
| GAC | Gacka 1925 Sinac                    |      |     |     |     |      |     |     |     |     |     |
| GOS | Gospić 91                           |      |     |     |     |      |     |     |     |     |     |
| LIKA | Lika 95 Korenica                    |      |     |     |     |      |     |     |     |     |     |
| NOV | Novalja                             |      |     |     |     |      |     |     |     |     |     |
| OTO | Otočac                              |      |     |     |     |      |     |     |     |     |     |
| PER | Perušić                             |      |     |     |     |      |     |     |     |     |     |
| PLI | Plitvice Mukinje (Plitvička Jezera) |      |     |     |     |      |     |     |     |     |     |
| SOK | Sokolac Brinje                      |      |     |     |     |      |     |     |     |     |     |
| |                                     |      |     |     |     |      |     |     |     |     |     |
| podebljan rezltat - igrano u prvom dijelu lige (1. – 9. kolo) rezultat normalne debljine - igrano u drugom dijelu lige (10. – 18. kolo) rezultat precrtan - poništena ili brisana utakmica 3:0 p.f. / 0:3 p.f. - rezultat bez borbe p - prekinuta utakmica n.i. - nije igrano |                                     |      |     |     |     |      |     |     |     |     |     |

## Najbolji strijelci
Izvori:
Strijelci 10 i više golova u ligi. 
| 20 golova - Dražen Jurković (Gospić 91) 19 golova - Goran Lovrić (Gospić 91) 13 golova - Goran Čurčić (Otočac) - Mario Lulić (Perušić) | 11 golova - Dubravko Borovac (Croatia) 10 golova - Mićo Tokmakčija (Lika 95) |

## Vanjske poveznice
- nogometnisavezlsz.hr, Nogometni savez Ličko-senjske županije